# Maria-Pia Casilio
Maria Pia Casilio née le 5 mai 1935 à San Pio delle Camere, et morte le 10 avril 2012 à Rome  est une actrice italienne.

## Biographie
Elle apparaît dans 35 films entre 1952 et 1997.
Elle connaît un succès immédiat dans son premier film, Umberto D.  réalisé par Vittorio De Sica en 1952, dans le rôle d'une femme de chambre travaillant à Rome au sein d'une petite pension bourgeoise. Tombée malencontreusement enceinte, angoissée à l'idée de perdre son emploi et de se retrouver à la rue si la propriétaire le découvre, elle se confie à l'un des résidents, ancien fonctionnaire du ministère des travaux publics, vieil homme vivant seul avec son chien. 
Reconnue pour ses qualités de comédienne, elle joue alors dans des séries de comédies célèbres, tels que Pain, Amour et Fantaisie (1953) de Luigi Comencini , le médecin des fous (1954) par Mario Mattoli, avec Totò, et Un americano a Roma (1954) par Steno, où elle joue la petite amie de Alberto Sordi.
Elle interprète la jeune femme de ménage de l'hôtel dans Thérèse Raquin de Marcel Carné (1953) et apparaitra dans plusieurs films de Vittorio De Sica : Station Terminus (1953) avec Montgomery Clift et Jennifer Jones, Le Jugement Dernier (1961) et Nous allons l'appeler Andrew  en 1972.
Après une carrière cantonnée dans les seconds rôles, au milieu des années 1960 Maria Pia Casilio n'apparaît pratiquement plus à l'écran, sauf pour des apparitions sporadiques, pour se consacrer à sa famille. Elle  épouse l'acteur Giuseppe Rinaldi, et de cette union est née sa fille Francesca (it), elle-même actrice.

## Filmographie
- 1952 : Umberto D. de Vittorio De Sica
- 1952 : Chansons du demi-siècle de Domenico Paolella
- 1953 : Le Chemin de l'espérance (Il viale della speranza) de Dino Risi
- 1953 : Siamo tutti inquilini de Mario Mattoli
- 1953 : La valigia dei sogni, de Luigi Comencini
- 1953 : Thérèse Raquin de Marcel Carné
- 1953 : Pain, Amour et Fantaisie (Pane, amore e fantasia) de Luigi Comencini
- 1953 : Station Terminus (Stazione Termini) de Vittorio De Sica
- 1954 : Femmes damnées (Donne proibite) de Giuseppe Amato
- 1954 : Amori di mezzo secolo, sketch Guerra 1915-18 de Pietro Germi
- 1954 : Le Carrousel fantastique (Carosello napoletano) de Ettore Giannini
- 1954 : Due soldi di felicità de Roberto Amoroso
- 1954 : L'Air de Paris de Marcel Carné
- 1954 : Appassionatamente de Giacomo Gentilomo
- 1954 : Il medico dei pazzi de Mario Mattoli
- 1954 : Pain, Amour et Jalousie (Pane, amore e gelosia) de Luigi Comencini
- 1954 : Un Américain à Rome (Un americano a Roma) de Steno
- 1954 : Le Tournant dangereux de Robert Bibal
- 1955 : Cette folle jeunesse (Racconti romani) de Gianni Franciolini
- 1956 : I pappagalli de Bruno Paolinelli
- 1956 : Il canto dell'emigrante d'Andrea Forzano
- 1956 : Totò, Peppino e i fuorilegge de Camillo Mastrocinque
- 1957 : T'aimer est mon destin (Amarti è il mio destino) de Ferdinando Baldi
- 1958 : Gagliardi e pupe de Roberto Bianchi Montero
- 1958 : Arrivederci Firenze de Rate Furlan
- 1958 : Sérénade au canon (Pezzo, capopezzo e capitano / Kanonenserenade) de Wolfgang Staudte
- 1958 : Mogli pericolose de Luigi Comencini
- 1960 : La Donna di Ghiaccio d'Antonio Racioppi
- 1960 : La Banda del buco de Mario Amendola
- 1961 : Le Jugement dernier (Il Giudizio universale) de Vittorio De Sica
- 1967 : Cuore matto... matto da legare de Mario Amendola
- 1972 : Lo chiameremo Andrea de Vittorio De Sica
- 1987 : Noi uomini duri de Maurizio Ponzi
- 1997 : Tre uomini e una gamba d'Aldo Baglio, Giacomo Storti, Giovanni Poretti et Massimo Venier

## Distinctions
- 2001 : Rose pour l'ensemble de sa carrière au festival de la première œuvre de Roseto degli Abruzzi.